# Томас Шератон
Томас Шератон (1751 — 22 жовтня 1806) — англійський дизайнер і (ймовірно) виробник меблів, в честь якого названий один з її стилів, характерний для рубежу XVIII і XIX століть. Вважається одним з найвпливовіших дизайнерів меблів того часу поряд з Томасом Чіппендейлом і Джорджем Геплвайтом.
Був учнем червонодеревника і потім підмайстром в меблевій крамниці; цікавився протестантським богослов'ям і опублікував в рідному місті Стоктон-он-Тіс кілька робіт по цій темі.
До 1790 року (точна дата не встановлена) переїхав до Лондона, де заробляв консультаціями і уроками малювання та архітектури.
У 1791 році Шератон почав випуск «Книги ескізів для червонодеревника і шпалерника» («The Cabinet Maker's and Upholsterer's Drawing Book»), в результаті склав чотири томи; вже в 1793 році вийшло друге його видання, а в 1802 році — третє; кожне містило велику кількість виправлень і доповнень. Як додаток до книги було надруковано 111 гравюр на міді. На нові частини цієї енциклопедичної роботи були підписані сотні майстрів-меблевиків, внаслідок чого Шератон став широко відомим.